# Kaatialaïta
La kaatialaïta és un mineral de la classe dels fosfats. Rep el seu nom de la pegmatita Kaatiala, a Finlàndia, on va ser descoberta l'any 1984.

## Característiques
La kaatialaïta és un fosfat de fórmula química Fe(H₂AsO₄)₃·5H₂O. Va ser aprovada com a espècie vàlida per l'Associació Mineralògica Internacional l'any 1984. Cristal·litza en el sistema monoclínic. A la seva localitat tipus acostuma a trobar-se en forma d'agregats aciculars, i com a pols recobrint lollingita. Els exemplars que van servir per a determinar l'espècie, el que es coneix com a material tipus, es troben conservats al museu mineralògic i geològic de la Universitat d'Oslo, a Noruega, i al Museu d'Història Natural de Londres (Anglaterra).
Segons la classificació de Nickel-Strunz, la kaatialaïta pertany a «08.CC - Fosfats sense anions addicionals, amb H₂O, només amb cations de mida mitjana, RO₄:H₂O = 1:1,5» juntament amb els següents minerals: garyansel·lita, kryzhanovskita, landesita, fosfoferrita, reddingita i leogangita.

## Formació i jaciments
Va ser descoberta a la pegmatita Kaatiala, que es troba a la localitat de Kuortane, a la regió de Finlàndia Occidental (Finlàndia), on sol trobar-se associada a altres minerals com la löllingita, el guix, la calcita i l'arsenolita.